# Elymus caucasicus
Elymus caucasicus là một loài thực vật có hoa trong họ Hòa thảo. Loài này được (K.Koch) Tzvelev mô tả khoa học đầu tiên năm 1972.